# Reitbergsiedlung
Die Reitbergsiedlung, mit Loitharting, ist eine Siedlung zwischen Salzburger Seengebiet und Salzburger Voralpen im Land Salzburg, und Ortsteil der Gemeinde Eugendorf im Bezirk Salzburg-Umgebung.

## Geographie
Der Ort liegt etwa 2 Kilometer östlich von Eugendorf, auf um die 580 m ü. A. an der L103 Thalgauer Landesstraße, die hier parallel zur A1 West Autobahn, wenige 100 Meter südlich, verläuft.
Die Siedlung umfasst etwa 150 Gebäude, und erstreckt sich entlang der Straße, um die Abzweigung der L254 Reitbergstraße (südwärts über die Anhöhe des Schwaighofenbergs nach Unterkoppl) herum, und in die Eintalung des Knutzingbachs im Norden.
Die Siedlung ist reines Wohngebiet, nur mittendrin liegt eine größere Gärtnerei. Sie gehört zur Ortschaft Reitberg, die Teile am Bach zu Knutzing.
Nachbarorte
| Knutzing | Schaming                                    | Moosmühle |
|          | Kompassrose, die auf Nachbargemeinden zeigt | Freiling  |
| Wang     |                                             | Reitberg  |

## Geschichte
Ursprünglich stand hier an der Poststraße nach Thalgau nur ein Hof, der Haging, und das Reitlochgut, und jenseits des Bachs das Gehöft Loitharting von Knutzing. Die Wiesen oberhalb wurden Straßenland, die zum Bach hin Ochsenwiesen genannt. 
Bis 1891 wurde hier die Salzkammergut-Lokalbahn erbaut. 1958 wurde die Westautobahn, die bis Zilling schon ab 1938 begonnen worden war, errichtet, und gleichzeitig die Lokalbahn abgebaut. Die alte Ischlerbahntrasse ist hier noch erhalten und führt geradlinig als Straße durch die Siedlung. 
Seither begann der Ort zu wachsen, am Bach entstand die Siedlung Loitharting, an der Straße die Reitbergsiedlung. 
Heute sind beide vollständig verwachsen, und es ist sogar üblich geworden, die Ortslage schlicht Reitberg zu nennen – das eigentliche alte Gehöft Reitberg liegt oberhalb an der L254, heute hinter der Autobahn.

Um 2005 wurde der Golfplatz Eugendorf (Golfclub Salzburg Championcourse Eugendorf) östlich des Orts errichtet, eine 18-Loch-Anlage.
Die Siedlung wird regelmäßig von Gewitter mit Starkregen in Mitleidenschaft gezogen, besonders schlimm etwa im Sommer 2007 und im Juli des Gewittersommers 2012.